# 薇拉·科米索娃
薇拉·雅科夫列芙娜·科米索娃（俄语：Вера Яковлевна Комисова，1953年6月11日—），旧姓尼基季娜（Никитина），俄罗斯女子田径运动员。她曾代表苏联参加1980年夏季奥林匹克运动会田径比赛，获得一枚金牌和一枚银牌。